# الحزب الاشتراكي المصري (1921)
الحزب الاشتراكي المصري هو حزب سياسي في مصر تأسس عام 1921. ضم الحزب عناصر ماركسية وأناركية وإصلاحية. تم نشر برنامج الحزب في 29 أغسطس 1921. بدأ الحزب نشر صحيفة الشبيبة. أنشأ الحزب شبكة من الفروع المحلية في المدن الكبرى في جميع أنحاء البلاد. بدأ العمل بين النقابات وشارك في تنظيم الإضرابات. كما بدأ أنشطة تربوية لأطفال العمال بالإضافة إلى محاولة مد يده لتعبئة الفلاحين.
أعلن مؤتمر حزبي عقد في يوليو 1922 أن فرع الإسكندرية للحزب مقرًا للحزب. في أكتوبر 1920 أعلن الحزب نفسه الممثل الحقيقي للطبقة العاملة المصرية. وقرب نهاية العام، بلغ عدد أعضاء الحزب حوالي 1500 عضو (400 في الإسكندرية).
وأرسل الحزب حسني العربي إلى موسكو للتفاوض بشأن احتمال دخول الحزب إلى الأممية الشيوعية. عاد العربي إلى مصر في أواخر عام 1921 بتعليمات بأن يلتزم الحزب بشروط الأممية الشيوعية الواحد والعشرين. وافقت الغالبية العظمى من اللجنة المركزية على الشروط في ديسمبر عام 1922، وتم تغيير اسم الحزب إلى الحزب الشيوعي المصري. تم طرد أمين صندوق الحزب روزنتال، الذي عارض بعض الشروط، واستبدل بأحمد المدني.
في عام 1923 كان الحزب نشطًا في الإضرابات الكبرى. وشددت السلطات البريطانية على الحزب. تم القبض على العديد من كوادر الحزب وأغلقت مكاتب الحزب. وتوفي أنطون مارون، أحد قادة الحزب البارزين، في السجن. بعد ذلك، رعت السلطات الاستعمارية نقابات العمال الصفراء لمواجهة الاشتراكيين.
بعد قمع الحزب، استمرت القطاعات الماركسية في العمل في الزنازين.